# Цімолести
Цімолести (Cimolesta) — вимерлий ряд  вищих ссавців. Скам'янілі рештки представників ряду відомі у відкладеннях, що датуються з пізньої крейди по еоцен. Раніше вважалося, що від цього ряду походять сучасні панголіни та хижі ссавці, а сам ряд відносили до  лавразіотерій. Проте останні дослідження показують, що представники ряду є базальними ссавцями, а ряд є сестринською групою до плацентарних ссавці. 
Представники ряду були дрібними або середнього розміру ссавцями. За зовнішнім виглядом вони нагадували сучасних гризунів, куниць та опосумів.